# 残留
| ウィキペディアには「残留」という見出しの百科事典記事はありません（タイトルに「残留」を含むページの一覧/「残留」で始まるページの一覧）。 代わりにウィクショナリーのページ「残留」が役に立つかもしれません。 |